# Parco Tsutsujigaoka
Il parco Tsutsujigaoka (つつじが岡公園?) è un parco cittadino della città di Tatebayashi.

## Storia

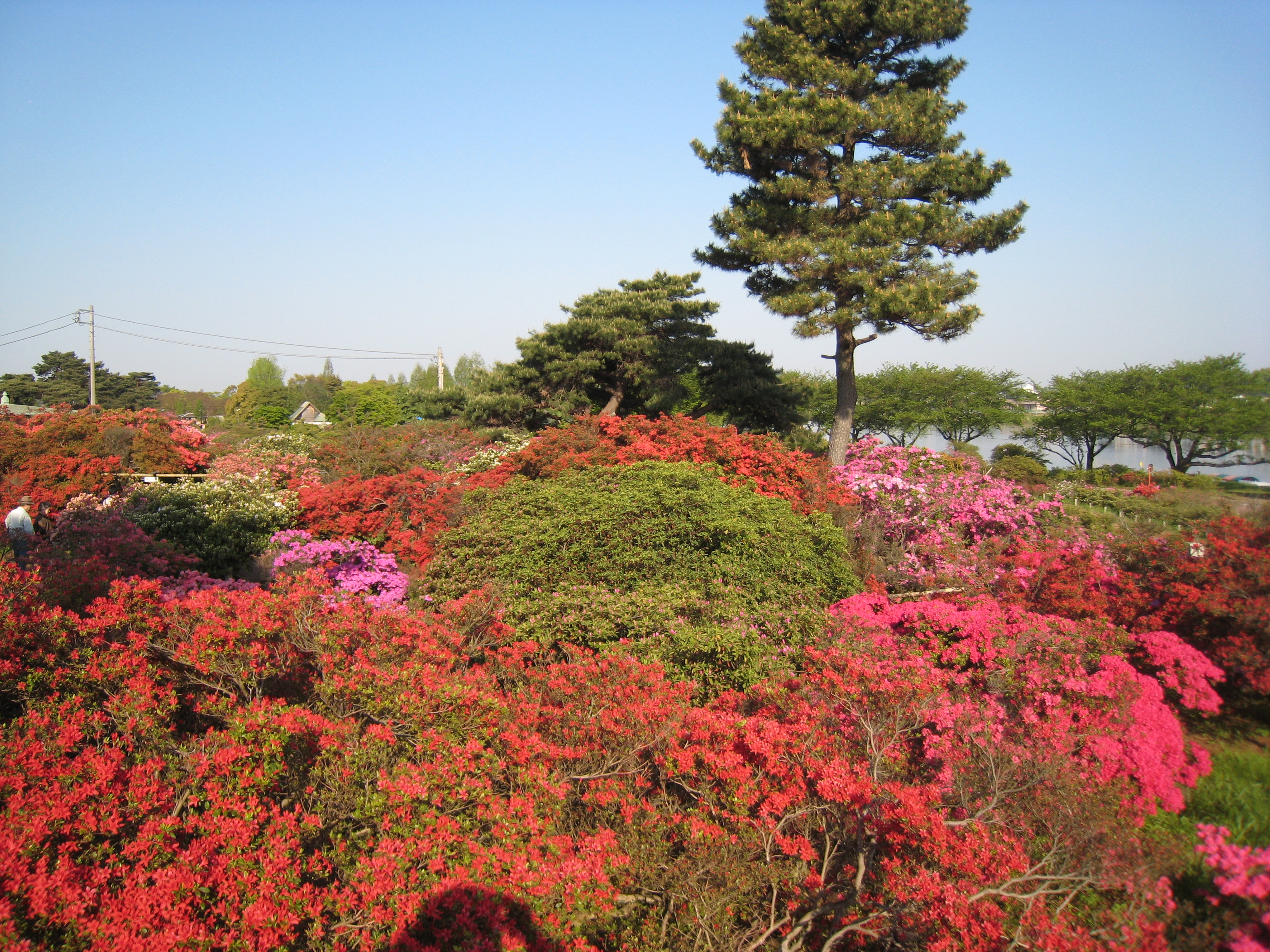
Il parco visto dall'alto

Il parco prende il nome da un antico palazzo appartenente alla famiglia Tsutsujigaoka, che in passato si occupò anche della cura delle aree verdi a esso circostanti; in particolare intorno al Settecento, il samurai Tsunamura Date piantò nel parco circa 1000 alberi di ciliegio, che con il passare del tempo si sono ridotti a circa 360. Il parco, dall'ampiezza totale di 49.890 metri quadrati, è stato inoltre nominato luogo di bellezza scenica.